# Liga Lotnicza

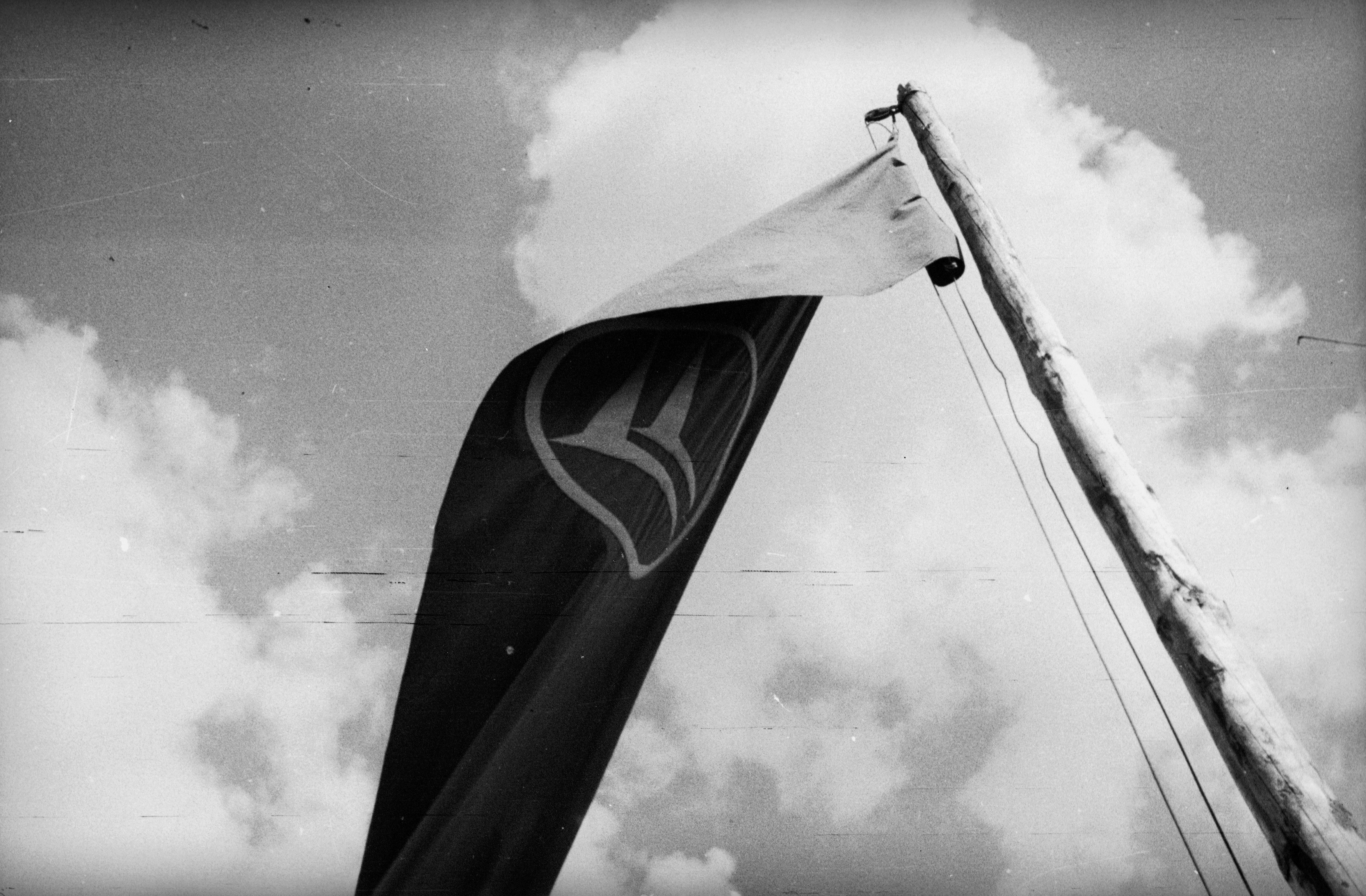
Flaga Ligi Lotniczej (1948)

Liga Lotnicza (LL) – polskie stowarzyszenie lotnicze wyższej użyteczności publicznej, powołane w miejsce zlikwidowanej przedwojennej Ligi Obrony Powietrznej i Przeciwgazowej (LOPP), działające w latach 1946–1953.

## Geneza

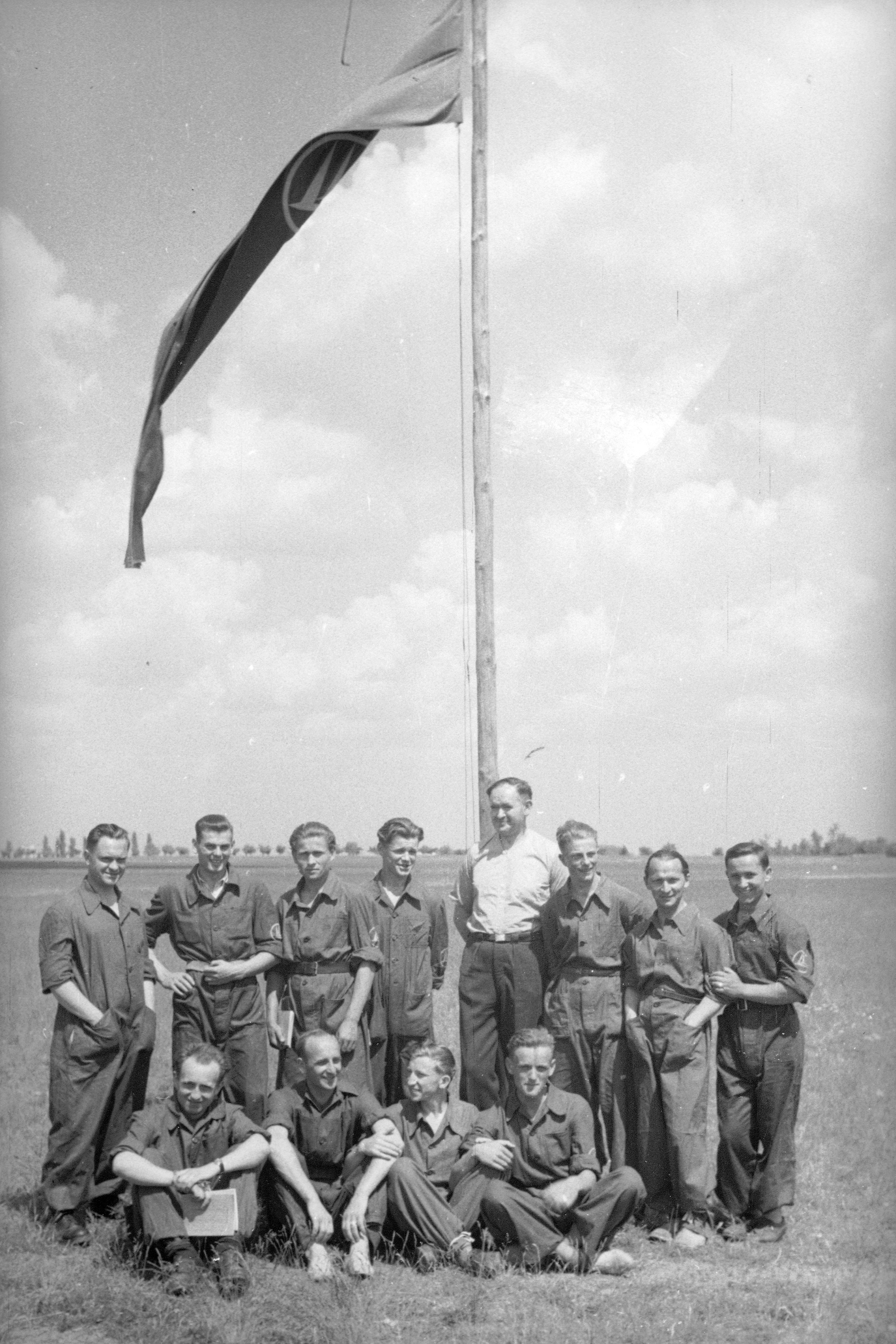
Uczestnicy zawodów lotniczo-spadochronowych (1948)

Idea stworzenia Ligi Lotniczej zrodziła się wśród przedwojennych działaczy lotnictwa sportowego po II wojnie światowej. Powołana na zjeździe przedstawicieli aeroklubów w Poznaniu (15–18 stycznia 1946) za przyzwoleniem władzy ludowej. Inauguracja działalności 26 lipca 1946 w Warszawie.
Cele programowe i metody realizacji zbieżne z rozwiązaną LOPP, lecz ograniczone do lotnictwa. Przejęła majątek LOPP oraz tytuł prawny do odszkodowania za samoloty pozostawione podczas wojny w Rumunii i Szwecji. Ważny czynnik sukcesu (obok tradycji, doświadczonej kadry i zapotrzebowania społecznego) to baza lotnicza zmieniona po 1945 (utrata 20 lotnisk szybowcowych i 4 szkół lotniczych na Kresach wschodnich; przejęcie 30 szkół, 92 lotnisk szybowcowych oraz 9 lotnisk na tzw. ziemiach odzyskanych). Otrzymany przywilej pozwalał na podporządkowanie jej aeroklubów i ośrodków sportu lotniczego.

## Statut Ligi Lotniczej

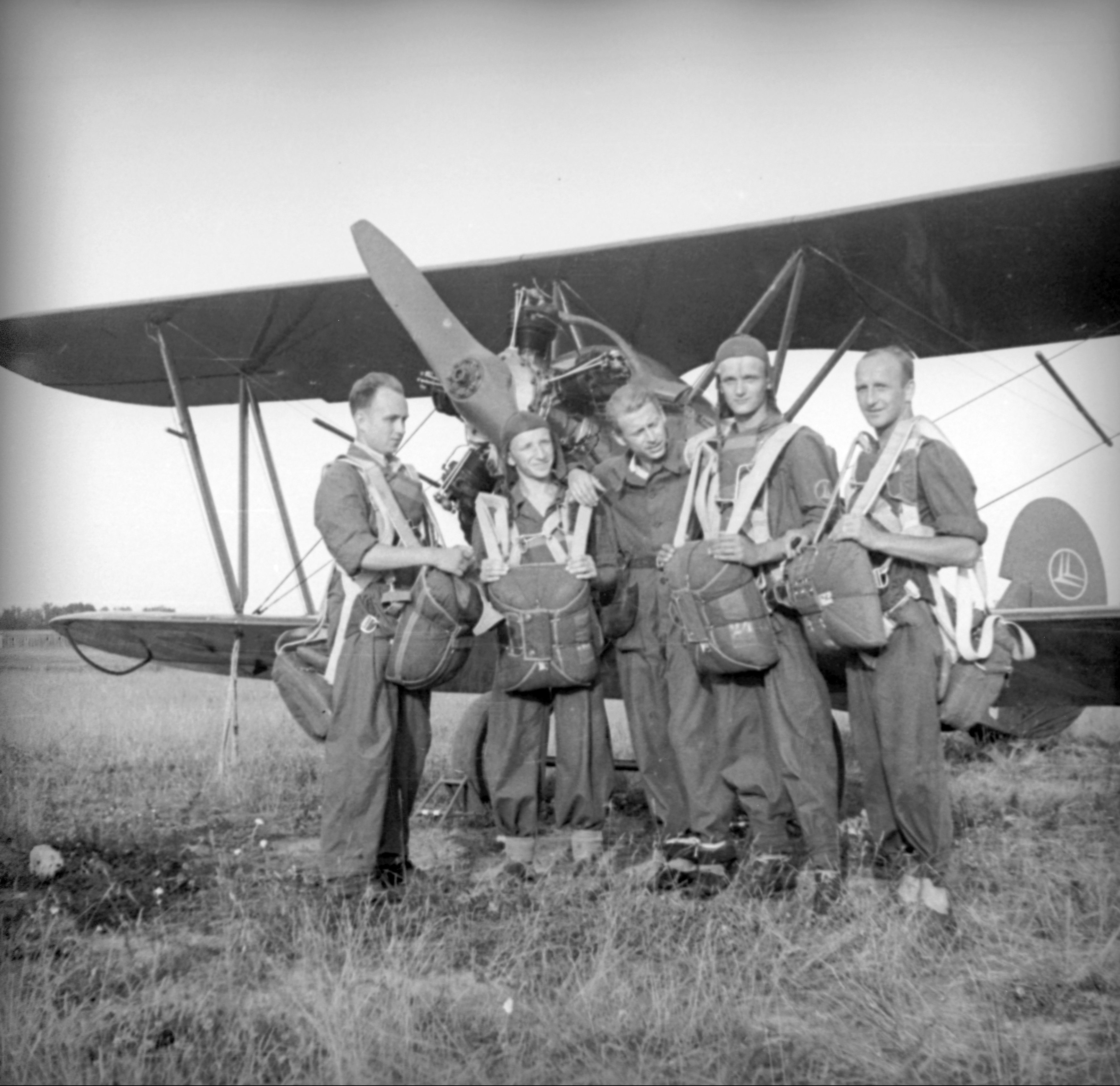
Instruktorzy spadochronowi Ligi Lotniczej w Warszawie przy samolocie Po-2 (1949)

Statut został ogłoszony w obwieszczeniu Prezesa Rady Ministrów z 24 września 1947 Zapisy statutu gwarantowały władzy państwowej kontrolę nad działalnością stowarzyszenia. Realia społeczno-polityczne nieznacznie wpłynęły na cele statutowe i sposoby ich osiągania.
Celem Ligi Lotniczej było krzewienie zamiłowania do lotnictwa w jak najszerszych kręgach społeczeństwa oraz popieranie rozwoju lotnictwa polskiego we wszystkich jego dziedzinach. Dla jego osiągnięcia Liga Lotnicza postanowiła:
- organizować zjazdy, wystawy, konkursy, pokazy, pogadanki, odczyty, kursy i wykłady z dziedziny lotnictwa
- wydawać lotnicze pisma periodyczne, broszury oraz dzieła naukowe i podręczniki
- powołać instytuty, zorganizować pracownie naukowe, biblioteki, muzea, warsztaty doświadczalne i szkoły lotnicze
- popierać wynalazki i wszelkiego rodzaju twórczość w dziedzinie lotnictwa
- szkolić fachowców lotniczych
- zakładać i utrzymywać lub subwencjonować ośrodki sportowe, organizować zawody i konkursy lotnicze, ustanawiać nagrody i premie za najlepsze osiągnięcia w sporcie lotniczym itp.
- budować lotniska i urządzenia lotniskowe
- opracowywać projekty odpowiednich rozporządzeń i przepisów oraz przedstawiać stosowne wnioski właściwym władzom
- współpracować z pokrewnymi organizacjami innych państw.

Ramy programowe i organizacyjne wyznaczyły Deklaracja Programowa Ligi Lotniczej i Statut Ligi Lotniczej. Miała być popularną, powszechną i demokratyczną organizacją społeczną, skupiającą szerokie kręgi społeczeństwa (także ze środowisk robotniczych i chłopskich oraz młodzież), kultywować etos pracy społecznej, pobudzać ofiarność członków, przyczyniać się do wychowania narodu w duchu obywatelskim. Każdy obywatel RP (lub polska osoba prawna) przyjęty w poczet koła miejscowego mógł zostać członkiem:
- czynnym – lotnicy i fachowi pracownicy lotnictwa: członkowie załóg statków powietrznych, inżynierowie, technicy i mechanicy lotniczy, lekarze, prawnicy, dziennikarze i nauczyciele lotniczy, jeżeli lotnictwo było ich specjalnością i pracowali w nim zawodowo
- zwyczajnym – każdy przyjęty przez zarząd koła miejscowego
- nadzwyczajnym – osoby od 14 do 18 lat, zrzeszone w organizacjach młodzieżowych oraz młodzież szkolna (jedynie w kołach szkół nadzorowanych przez władze szkolne)
- dożywotnim – członek czynny lub zwyczajny po jednorazowej wpłacie min. 25-krotnej składki rocznej
- honorowym – tytuł przyznawało Walne Zgromadzenie na wniosek Zarządu Głównego za szczególne zasługi w dziedzinie lotnictwa lub za wybitny wkład w rozwój Ligi Lotniczej.

Członkostwo można było utracić (nieopłacanie składek przez 6 miesięcy, nieprzestrzeganie statutu i regulaminu, prowadzenie działalności szkodliwej lub popełnienie czynów haniebnych).

## Organizacja
Struktura organizacyjna obejmowała:
- koła miejscowe (min. 20 członków)
- obwody powiatowe/miejskie (min. 5 kół miejscowych)
- okręgi wojewódzkie (min. 3 obwody powiatowe/miejskie)
- władze kół miejscowych, obwodów, okręgów: walne zgromadzenia, zarządy (komisarze)
- władze centralne: Walne Zgromadzenie, Zarząd Główny.

Przy kołach, obwodach, okręgach istniały komisje kontroli, przy Zarządzie Głównym: Główna Komisja Kontroli i Komisja Odznaczeń.
Organami administracyjno-wykonawczymi Ligi Lotniczej były:
- Dyrekcja Naczelna – podległa Zarządowi Głównemu (dyrektor naczelny mianowany przez Zarząd Główny na wniosek zarządów i inspektorów okręgowych[13], wicedyrektorzy: ds. personalnych i propagandowych oraz ds. technicznych i wyszkolenia – jednocześnie główny inspektor lotniczy).

Siedzibą Naczelnej Dyrekcji był gmach PLL LOT w Warszawie przy ul. Hożej 39.
- Biuro okręgowe z dyrektorem na czele i inspektorem lotniczym (sprawy techniczne i wyszkolenie)
- Biuro obwodowe z kierownikiem na czele oraz inspektorom obwodowym ds. fachowych (modelarstwo, szybownictwo i inne).

Na podstawie umowy pomiędzy Zarządem Głównym Ligi Lotniczej a Aeroklubem RP z 29 kwietnia 1947 Aeroklub RP (reaktywowany w 1945) został członkiem Ligi Lotniczej i korzystał ze sprzętu i urządzeń technicznych, jednak wyłącznie do sportu lotniczego.
Liczba członków w okręgach na 31 grudnia 1947: katowicki (68 947), poznański (38 878), wrocławski (7 160), krakowski (7 040), rzeszowski (6 749), kielecki (5 471), stołeczny (4 280), łódzki (3 990), bydgoski (3 300), lubelski (3 000), gdański (500), warszawski (270), szczeciński (100).
Stale zwiększała się liczba członków: 1947 (149 500), 1948 (376 800), 1949 (507 200), 1950 (537 000).

## Czystki personalne i reorganizacja: 1949–1950
Umocnienie stalinizmu w Polsce i powstanie NATO wpłynęły na los i kształt Ligi Lotniczej po 1949 Zwiększono nacisk na jej zdolność obronną.
Postulowano połączenie: Ligi Lotniczej, Ligi Morskiej, Towarzystwa Przyjaciół Żołnierza, Towarzystwa Przyjaciół Ochotniczej Rezerwy Milicji Obywatelskiej, Polskiego Związku Krótkofalowców, Powszechnej Organizacji Służba Polsce. Tymczasowo poprzestano na połączeniu TPŻ, TPORMO i PZK w Ligę Przyjaciół Żołnierza oraz wskazano potrzebę wprowadzenia do Ligi Lotniczej nowych form pracy pod kierunkiem oficerów lotniczych.
Zaostrzono politykę personalną. Sygnały o inwigilacji przedwojennych lotników przez Urząd Bezpieczeństwa pojawiały się od 1947 Do czystek w lotnictwie cywilnym doszło jesienią 1948 pod zarzutem nosicielstwa szkodliwych tendencji nawrotu do tradycji LOPP. Wymagano zgodnej z ideologią komunizmu postawy ideowo-politycznej i tępiono romantyczne nastawienie do latania. W wyniku weryfikacji w 1949 usunięto z władz Ligi Lotniczej działaczy uznanych za element reakcyjny, innych wyeliminowano w 1950 przez redukcję struktur organizacyjnych: I Walny Zjazd Ligi Lotniczej (14–15 maja 1950) w Warszawie zmienił statut, likwidując m.in. naczelną dyrekcję oraz biura okręgowe i obwodowe (na stanowiskach funkcyjnych byli przedwojenni fachowcy).
Zadania Ligi Lotniczej związano ściśle z ludowym ustrojem Polski. Obejmowały stworzenie zaplecza dla lotnictwa wojskowego, szkolenie i popularyzację lotnictwa w społeczeństwie. Uchwalono skierowanie wysiłków organizacji na wykonanie planu 6-letniego lotnictwa sportowego. Odgórnie postanowiono o zwiększeniu baza Ligi Lotniczej o 24 aerokluby, a Służba Polsce przejęła 14 szkół szybowcowych.
Krokiem ku likwidacji Ligi Lotniczej były uchwały: Zarządu Głównego Ligi Lotniczej z grudnia 1950 o ożywieniu pracy kół i zacieśnieniu współpracy ze Związkiem Młodzieży Polskiej i wspólna uchwała Ligi Lotniczej, Ligi Przyjaciół Żołnierza (dawne TPŻ, TPORMO i PZK) i Ligi Morskiej regulująca ich współpracę.

## Likwidacja
Decyzja o powrocie do koncepcji zjednoczeniowej z 1949 zapadła na posiedzeniu Biura Politycznego KC PZPR w kwietniu 1953. Połączenie LL, LM i LPŻ w jedną Ligę Przyjaciół Żołnierza odbyło się 10 maja 1953.
Pion lotniczy w Zarządzie Głównym LPŻ przejął działalność szkoleniową i sportową Ligi Lotniczej. Jego zadania obejmowały wychowanie w duchu patriotyzmu i internacjonalizmu, popularyzowanie tradycji ludowego Wojska Polskiego i wiedzy obronnej oraz kształtowanie umiejętności obronnych.